# Баал-Шамин
Баал-Шамин (ܒܥܠ ܫܡܝܢ на арамейски) е върховен бог в западносемитската митология.
Той е бог на небето, а понякога влиза в ролята на бог на Слънцето.
Почитането на Баал-Шамин е широко разпространено в Древна Сирия с център Палмира през 2-рото хилядолетие пр.н.е., откъдето преминава и в ханаанейско-арамейския пантеон като Върховно божество.
В епохата на елинизма семитският върховен бог се отъждествява със Зевс в древногръцката и Юпитер в древноримската митология.
Баал-Шамин е в центъра на древносирийската триада божества (своеобразна Света троица), ведно с Аглибол (богът на Луната) и Малакбел. Във финикийската теогония на Санхуниатон и Филон Бибълски, Ел е син на Баал-Шамин, който въстава срещу властта му и го побеждава. Според Филон Бибълски древните предания разправяли как Ел принасял в жертва на победата над своя баща сина си Молох (виж и библейски сюжет жертвоприношението на Исаак).
За последно самостоятелния култ към Баал-Шамин е засвидетелстван през 5 век в Едеса, откъдето преминава в арабската и ислямската митология.